# Theridion tikaderi
Theridion tikaderi là một loài nhện trong họ Theridiidae.
Loài này thuộc chi Theridion. Theridion tikaderi được miêu tả năm 1973 bởi Patel.